# Seznam najbolj gledanih posnetkov na YouTube
Seznam najbolj gledanih posnetkov na YouTube vsebuje 30 najbolj gledanih videoposnetkov vseh časov na spletni strani YouTube.
Večina najbolj gledanih je videospotov, ki se predvajajo prek partnerske strani Vevo.

## Seznam
Posnetki, ki niso videospoti, so ozančeni posebej.
| Št.                | Naslov                                      | Uploader                       | Ogledi (milijarde) | Datum objave       |
| ------------------ | ------------------------------------------- | ------------------------------ | ------------------ | ------------------ |
| 1.                 | "Baby Shark Dance"                          | Pinkfong Kids' Songs & Stories | 8,26               | 17. junij, 2016    |
| 2.                 | "Despacito"                                 | Luis Fonsi                     | 7,28               | 12. januar, 2017   |
| 3.                 | "Shape of You"                              | Ed Sheeran                     | 5,25               | 30. januar, 2017   |
| 4.                 | "Johny Johny Yes Papa"                      | LooLoo Kids                    | 5,07               | 8. oktober, 2016   |
| 5.                 | "See You Again"                             | Wiz Khalifa                    | 5,04               | 6. april, 2015     |
| 6.                 | "Masha and the Bear – Recipe for Disaster"  | Get Movies                     | 4,43               | 31. januar, 2012   |
| 7.                 | "Uptown Funk"                               | Mark Ronson                    | 4,13               | 19. november, 2014 |
| 8.                 | "Gangnam Style"                             | Psy                            | 4,03               | 15. julij, 2012    |
| 9.                 | "Learning Colors – Colorful Eggs on a Farm" | Miroshka TV                    | 3,85               | 27. februar, 2018  |
| 10.                | "Bath Song"                                 | Cocomelon – Nursery Rhymes     | 3,84               | 2. maj, 2018       |
| 11.                | "Phonics Song with Two Words"               | ChuChu TV                      | 3,67               | 6. marec, 2014     |
| 12.                | "Sugar"                                     | Maroon 5                       | 3,43               | 14. januar, 2015   |
| 13.                | "Sorry"                                     | Justin Bieber                  | 3,42               | 22. oktober, 2015  |
| 14.                | "Roar"                                      | Katy Perry                     | 3,31               | 5. september, 2013 |
| 15.                | "Counting Stars"                            | OneRepublic                    | 3,24               | 31. maj, 2013      |
| 16.                | "Thinking Out Loud"                         | Ed Sheeran                     | 3,22               | 7. oktober, 2014   |
| 17.                | "Dame Tu Cosita"                            | El Chombo                      | 3,22               | 5. april, 2018     |
| 18.                | "Shake It Off"                              | Taylor Swift                   | 3,04               | 18. avgust, 2014   |
| 19.                | "Faded"                                     | Alan Walker                    | 3,03               | 3. december, 2015  |
| 20.                | "Dark Horse"                                | Katy Perry                     | 3,02               | 20. februar, 2014  |
| 21.                | "Lean On"                                   | Major Lazer Official           | 3,01               | 22. marec, 2015    |
| 22.                | "Bailando"                                  | Enrique Iglesias               | 3,00               | 11. april, 2014    |
| 23.                | "Girls Like You"                            | Maroon 5                       | 2,99               | 31. maj, 2018      |
| 24.                | "Let Her Go"                                | Passenger                      | 2,95               | 25. julij, 2012    |
| 25.                | "Mi Gente"                                  | J Balvin                       | 2,89               | 29. junij, 2017    |
| 26.                | "Hello"                                     | Adele                          | 2,81               | 22. oktober, 2015  |
| 27.                | "Perfect"                                   | Ed Sheeran                     | 2,79               | 9. november, 2017  |
| 28.                | "Waka Waka (This Time for Africa)"          | Shakira                        | 2,78               | 4. junij, 2010     |
| 29.                | "Wheels on the Bus"                         | Cocomelon – Nursery Rhymes     | 2,75               | 24. maj, 2018      |
| 30.                | "Blank Space"                               | Taylor Swift                   | 2,75               | 10. november, 2014 |
| Dne 1. aprila 2021 |                                             |                                |                    |                    |

## Zgodovina najbolj gledanih posnetkov
Lestvica vsebuje nekdanje najbolj gledane posnetke v zgodovini YouTube in število dni, ki jih je posamezen video preživel na vrhu lestvice.
| Video                         | Avtor            | Ogledi        | Število dni na vrhu lestvice |
| ----------------------------- | ---------------- | ------------- | ---------------------------- |
| "Despacito"                   | LuisFonsiVEVO    | 2.993.700.000 | 1                            |
| "See You Again"               | Wiz Khalifa      | 2.894.000.000 | 25                           |
| "Gangnam Style"               | officialpsy      | 803.700.000   | 1.689                        |
| "Baby"                        | JustinBieberVEVO | 245.400.000   | 862                          |
| "Bad Romance"                 | LadyGagaVEVO     | 178.400.000   | 93                           |
| "Charlie Bit My Finger"       | HDCYT            | 128.900.000   | 171                          |
| "Evolution of Dance"          | Judson Laipply   | 118.900.000   | 176                          |
| "Girlfriend"                  | RCARecords       | 92.600.000    | 289                          |
| "Evolution of Dance"          | Judson Laipply   | 78.400.000    | 124                          |
| "Music Is My Hot Hot Sex"     | CLARUSBARTEL72   | 76.600.000    | 15                           |
| "Evolution of Dance"          | Judson Laipply   | 10,600,000    | 651                          |
| "Pokemon Theme Music Video"   | Smosh            | 4.300.000     | 68                           |
| "Myspace - The Movie"         | eggtea           | 2.700.000     | 22                           |
| "Phony Photo Booth"           | mugenized        | 3.400.000     | 28                           |
| "The Chronic of Narnia Rap"   | youtubedude      | 2.300.000     | 12                           |
| "Ronaldinho: Touch of Gold"   | Nikesoccer       | 255.000       | 70                           |
| "I/O Brush"                   | larfus           | 247.000       | 2                            |
| Posodobljeno - 5. avgust 2017 |                  |               |                              |